# Тарасовичи (Дятловский район)
Тара́совичи (бел. Тарасавічы) — деревня в Дятловском сельсовете Дятловского района Гродненской области Белоруссии. По переписи населения 2009 года в Тарасовичах проживало 2 человека.

## Этимология
Название деревни образовано от имени Тарас и производных от него фамилий.

## География
Тарасовичи расположены в 7 км к югу от Дятлово, 139 км от Гродно, 3 км от железнодорожной станции Новоельня.

## История
В 1878 году Тарасовичи — деревня в Дворецкой волости Слонимского уезда Гродненской губернии (8 дворов). В 1880 году в Тарасовичах проживало 32 человека.
Согласно переписи населения 1897 года в Тарасовичах насчитывалось 9 домов, проживало 73 человека.
В 1921—1939 годах Тарасовичи находились в составе межвоенной Польской Республики. В сентябре 1939 года Тарасовичи вошли в состав БССР.
В 1996 году Тарасовичи входили в состав колхоза «Нива». В деревне насчитывалось 5 дворов, проживало 11 человек.